# Họ Ngũ vị tử
Họ Ngũ vị tử (danh pháp khoa học: Schisandraceae) là một họ thực vật có hoa. Họ này được phần lớn các nhà phân loại học công nhận, ít nhất là trong vài thập niên vừa qua. Trước đó, các loài thuộc họ này được đặt trong họ Mộc lan (Magnoliaceae).
Hệ thống APG II năm 2003 cũng công nhận họ này và đặt nó trong bộ Austrobaileyales, mà bộ này lại được chấp nhận như là một trong những dòng dõi cơ bản nhất của nhánh angiosperms (thực vật hạt kín). APG II công nhận họ này theo nghĩa rộng (Schisandraceae sensu lato), gồm có 3 chi. Họ này như thế bao gồm các loài thực vật thân gỗ có chứa các loại tinh dầu.
Tuy nhiên, APG II cũng cho phép một lựa chọn là tách chi Hồi (Illicium) ra thành một họ riêng gọi là họ Hồi (Illiciaceae). Trong trường hợp này thì chỉ còn 2 chi trong họ Ngũ vị tử nghĩa hẹp (tức là Schisandraceae sensu stricto). Hai chi này là Chi Ngũ vị tử (Schisandra) và Chi Ngũ vị tử nam (Kadsura), với tổng cộng khoảng 47 loài, chủ yếu được tìm thấy trong các khu vực nhiệt đới và ôn đới của Đông và Đông Nam Á cũng như Caribe.
Lựa chọn tách riêng họ Hồi trên thực tế là sự lựa chọn được tuân theo bởi hầu hết các hệ thống phân loại thực vật khác trong thời gian gần đây.

## Các hệ thống khác
Hệ thống APG năm 1998 cũng công nhận cả hai họ Schisandraceae sensu stricto và Illiciaceae, nhưng không đặt vào trong bộ nào mà coi cả hai họ này thuộc về các dòng dõi cơ bản nhất trong nhánh thực vật hạt kín (angiosperms).
Hệ thống Cronquist năm 1981 coi các loài trong họ Ngũ vị tử nghĩa rộng như là 2 họ tách rời và chúng hợp lại để tạo ra bộ Hồi (Illiciales).
- Ngành Magnoliophyta [=thực vật hạt kín],
  - Lớp Magnoliopsida [=thực vật hai lá mầm],
    - Phân lớp Magnoliidae,
      - Bộ Hồi (Illiciales).

Hệ thống Thorne (1992) coi các loài trong họ Ngũ vị tử nghĩa rộng như là 2 họ tách rời thuộc bộ Mộc lan (Magnoliales).
- Lớp Magnoliopsida [=thực vật hạt kín],
  - Phân lớp Magnoliideae [=thực vật hai lá mầm],
    - Siêu bộ Magnolianae,
      - Bộ Mộc lan (Magnoliales).

Hệ thống Dahlgren coi các loài trong họ Ngũ vị tử nghĩa rộng như là 2 họ tách rời và chúng hợp lại để tạo ra bộ Hồi (Illiciales). 
- Lớp Magnoliopsida [=thực vật hạt kín].
  - Phân lớp Magnoliideae [=thực vật hai lá mầm],
    - Siêu bộ Magnolianae,
      - Bộ Hồi (Illiciales).

Hệ thống Engler, trong phiên bản cập nhật năm 1964, coi các loài trong họ Ngũ vị tử nghĩa rộng như là 2 họ tách rời thuộc bộ Mộc lan (Magnoliales).
- Phân ngành Angiospermae [=thực vật hạt kín],
  - Lớp Dicotyledoneae [=thực vật hai lá mầm],
    - Phân lớp Archychlamydeae,
      - Bộ Mộc lan (Magnoliales).

## Phát sinh chủng loài
Phát sinh chủng loài của họ Ngũ vị tử trong phạm vi bộ Austrobaileyales là:

| Schisandraceae s. l. | \| \| Illiciaceae (Illicium) \| \| \| \| \| \| Schisandraceae s. s. \| \| \| \| |
|                      | \| \| Illiciaceae (Illicium) \| \| \| \| \| \| Schisandraceae s. s. \| \| \| \| |
|                      | Illiciaceae (Illicium)                                                          |
|                      |                                                                                 |
|                      | Schisandraceae s. s.                                                            |
|                      |                                                                                 |

|  | Illiciaceae (Illicium) |
|  |                        |
|  | Schisandraceae s. s.   |
|  |                        |

| Schisandraceae s. l. | \| \| Illiciaceae (Illicium) \| \| \| \| \| \| Schisandraceae s. s. \| \| \| \| |
|                      | \| \| Illiciaceae (Illicium) \| \| \| \| \| \| Schisandraceae s. s. \| \| \| \| |
|                      | Illiciaceae (Illicium)                                                          |
|                      |                                                                                 |
|                      | Schisandraceae s. s.                                                            |
|                      |                                                                                 |

|  | Illiciaceae (Illicium) |
|  |                        |
|  | Schisandraceae s. s.   |
|  |                        |

| Schisandraceae s. l. | \| \| Illiciaceae (Illicium) \| \| \| \| \| \| Schisandraceae s. s. \| \| \| \| |
|                      | \| \| Illiciaceae (Illicium) \| \| \| \| \| \| Schisandraceae s. s. \| \| \| \| |
|                      | Illiciaceae (Illicium)                                                          |
|                      |                                                                                 |
|                      | Schisandraceae s. s.                                                            |
|                      |                                                                                 |

|  | Illiciaceae (Illicium) |
|  |                        |
|  | Schisandraceae s. s.   |
|  |                        |

| Schisandraceae s. l. | \| \| Illiciaceae (Illicium) \| \| \| \| \| \| Schisandraceae s. s. \| \| \| \| |
|                      | \| \| Illiciaceae (Illicium) \| \| \| \| \| \| Schisandraceae s. s. \| \| \| \| |
|                      | Illiciaceae (Illicium)                                                          |
|                      |                                                                                 |
|                      | Schisandraceae s. s.                                                            |
|                      |                                                                                 |

|  | Illiciaceae (Illicium) |
|  |                        |
|  | Schisandraceae s. s.   |
|  |                        |